# Сан-Жуан-ду-Кампу
Сан-Жуан-ду-Кампу (порт. São João do Campo; МФА: [ˈsɐ̃w ʒu.ˈɐ̃w du ˈkɐ̃.pu]) — парафія в Португалії, у муніципалітеті Коїмбра. Розташована в західній частині країни, на теренах історичної португальської провінції Бейра. Входить до складу округу Коїмбра. За адміністративним поділом, чинним до 1976 року, терени парафії були складовою провінції Берегова Бейра. Належить до Коїмбрської діоцезії Католицької церкви. Патрон — Іван Хреститель. Площа — 7,9195 км². Населення — 2073 ос. (2011). Сильно урбанізований регіон. Густота населення — 261,76 осіб/км²
. Код — 060320.

## Населення
| Кількість мешканців | Кількість мешканців | Кількість мешканців | Кількість мешканців | Кількість мешканців | Кількість мешканців | Кількість мешканців | Кількість мешканців | Кількість мешканців | Кількість мешканців | Кількість мешканців | Кількість мешканців | Кількість мешканців | Кількість мешканців | Кількість мешканців |
| ------------------- | ------------------- | ------------------- | ------------------- | ------------------- | ------------------- | ------------------- | ------------------- | ------------------- | ------------------- | ------------------- | ------------------- | ------------------- | ------------------- | ------------------- |
| 1864                | 1878                | 1890                | 1900                | 1911                | 1920                | 1930                | 1940                | 1950                | 1960                | 1970                | 1981                | 1991                | 2001                | 2011                |
| 822                 | 927                 | 952                 | 1 073               | 1 198               | 1 211               | 1 372               | 1 413               | 1 485               | 1 708               | 1 850               | 2 196               | 2 261               | 2 309               | 2 073               |